# Ramón Calderón Batres
Ramón Calderón Batres (ur. 29 października 1938 w La Luz) – meksykański duchowny rzymskokatolicki, w latach 1988–2014 biskup Linares.

## Życiorys
Święcenia kapłańskie przyjął 1 lipca 1962. 12 lutego 1988 został prekonizowany biskkupem Linares. Sakrę biskupią otrzymał 25 marca 1988. 19 listopada 2014 przeszedł na emeryturę.